# 约翰·杰斯廷·卢埃林
约翰·杰斯廷·卢埃林，第一代卢埃林男爵 GBE MC TD PC（1893年2月6日—1957年1月24日）是英国陆军的军官，保守黨政治人物，在英国首相温斯顿·丘吉尔在任期间担任部长。他还曾担任贸易委员会主席。